# Triangolo di Killian
Il triangolo di Killian (o deiscenza) è una zona triangolare pressoché priva di componente muscolare, ed è situata nella parete posteriore della faringe, delimitata dalle porzioni tireofaringea e cricofaringea del muscolo costrittore faringeo inferiore. Precisamente, il triangolo di Killian è situato tra i fasci trasversali del muscolo crico-faringeo e i fasci obliqui del muscolo tireo-faringeo, i quali fanno parte del muscolo costrittore faringeo inferiore.
Esso rappresenta un punto di potenziale debolezza (proprio per la mancanza di parete muscolare) in cui è probabile che si verifichi un diverticolo faringo-esofageo (diverticolo di Zenker).
Il nome è dovuto al chirurgo tedesco Gustav Killian.